# 吉田君太郎
吉田 君太郎（よしだ きみたろう、1869年11月9日〈明治2年10月6日〉- 1950年〈昭和25年〉8月25日）は、日本の地方政治家。鳥取県八頭郡安部村（現在の八頭町）出身。大正期に安部村長を務め、教育・農業・地域金融の振興に尽力した。

## 経歴
安部村生まれ。小学校を卒業後、農業に従事した。1889年（明治22年）、近衛歩兵第3連隊に入隊した。日清戦争に従軍した。戦後の1896年（明治29年）11月から1898年（明治31年）まで、安部村収入役を務めた。1903年（明治36年）、八頭郡会議員となった。同年9月14日に安部村長になった。途中、1904年（明治37年）11月18日に臨時招集で辞任したが、同年12月2日に復帰した。1905年（明治38年）4月28日に退任した。退任後は日露戦争に従軍した。そのほか村会議員も務めた。
また、安部信用購買販売組合の組合長を務め、地域経済の安定化に貢献したほか、1909年（明治42年）9月15日付の『官報』には蚕糸業組合への関与も記録されている。

## 人物
「頌堂（しょうどう）」の号を持ち、短歌や詩文の創作にも親しんだ。自然や人物への思いを詠んだ作品が残されており、地域文化活動の一環として文芸にも関与していた。

## 家族・親族
四男の吉田四郎は、東京帝国大学工学部を卒業後、旭硝子で常務取締役を務め、政治家植原悦二郎（元文部大臣・司法大臣）の長女と結婚した。長女の倭文恵は、東京市立泰明小学校校長を務めた森田虎次郎に嫁いだ。孫の吉田博は、京都帝国大学を卒業後、鳥取西高校の校長、鳥取県高等学校長会長を務めた。

## 栄典
- 1896年（明治29年）3月31日 - 勲八等瑞宝章[8]
- 1906年（明治39年）4月1日 - 勲七等青色桐葉章[9]